# Hart voor Bloemendaal
Hart voor Bloemendaal is een lokale politieke partij in de Nederlandse gemeente Bloemendaal. De partij zit sinds 2014 in de gemeenteraad van Bloemendaal, toen raadslid Marielys Roos zich afsplitste van de lokale partij Liberaal Bloemendaal. Officieel deed de partij voor het eerst mee met de gemeenteraadsverkiezingen van 2018 waar er twee zetels werden behaald. Naast Roos bestond de fractie sindsdien uit raadslid Rob Slewe en duoraadslid Christa Faas.

## Historie
Hart voor Bloemendaal werd opgericht in juni 2014 nadat raadslid Marielys Roos zich afsplitste van een andere lokale partij in Bloemendaal. Roos ging alleen verder onder de naam Hart voor Bloemendaal.
Hart voor Bloemendaal wil een partij zijn voor alle inwoners van Bloemendaal en speelt op een open en transparant gemeentebestuur. Daarnaast claimt de partij een sociaal karakter te hebben, maar hard te zijn als het nodig is. Bij de Provinciale Statenverkiezingen in Noord-Holland van 2015 was Hart voor Bloemendaal nauw betrokken bij de oprichting en deelname van de provinciale partij Hart voor Holland met lijsttrekker Léonie Sazias. De partij behaalde geen zetels in de provincie en verdween van het toneel. Sindsdien verbindt de partij zich niet meer openlijk met andere landelijke partijen of politieke stromingen.
Hart voor Bloemendaal behaalde landelijk het nieuws nadat fractievoorzitter Roos in december 2014 geheime stukken naar buiten bracht over een conflict tussen de familie Slewe en de gemeente Bloemendaal inzake Elswouthoek, een stuk grond in de gemeente. Toenmalig burgemeester van Bloemendaal Ruud Nederveen deed hierop aangifte tegen Roos. Roos werd hiervoor veroordeeld door de rechtbank van Haarlem met een taakstraf van 60 uur, maar ging hiertegen in beroep. Sindsdien zijn Hart voor Bloemendaal en de gemeente in constant conflict met elkaar, waarbij de leden van deze partij veelvuldig raadsvragen stellen en aanklachten, aangiftes, integriteitsmeldingen en WOB-verzoeken doen. Op 18 april 2019 heeft de gemeenteraad naar aanleiding hiervan een motie aangenomen om met beroep op "openbaar belang" in artikel 169, derde lid, van de Gemeentewet de beantwoording van raadsvragen en inlichtingen verzoeken te prioriteren (niet in het openbaar belang zijn: "een verzoek tot verstrekking van mondelinge of schríftelijke informatie dat betrekking heeft op een: 1. aansprakelijkstelling en/of 2. aangifte en/of 3. aanhangig zijnde geding bij een rechterlijke instantie, tegen de publiekrechtelijke rechtspersoon de gemeente Bloemendaal en/of de daaronder vallende bestuursorganen - daaronder begrepen ook de individuele leden - en/of de daarvoor werkzaam zijnde ambtenaren en waarbij één of meer van de onder 1 t/m 3 genoemde gebeurtenis is geïnitieerd door een of meer leden, duo-commissieleden dan wel naasten van voornoemde benoemden, in het kader van hun persoonlijk belang".
Bij de gemeenteraadsverkiezingen van 2018 behaalde Hart voor Bloemendaal twee zetels. Marielys Roos wordt sindsdien geholpen door Rob Slewe. Slewe nam begin 2019 tijdelijk de rol van fractievoorzitter over van Roos.
In januari 2020 stokte de samenwerking met Slewe en Faas. Om te voorkomen dat Slewe en Faas verantwoordelijk kunnen worden gehouden voor de uitlatingen van Roos op social media, splitst Roos de partij. 'Dit besluit is abrupt genomen en betreft zeker geen besluit van de volledige fractie' volgens Slewe. Slewe en Faas starten met een nieuwe partij.